# Sanjiao Shan
Sanjiao Shan är ett berg i Kina. Det ligger i provinsen Hainan, i den södra delen av landet, omkring 150 kilometer söder om provinshuvudstaden Haikou. Toppen på Sanjiao Shan är 1 467 meter över havet, eller 845 meter över den omgivande terrängen. Bredden vid basen är 17,4 km.
Runt Sanjiao Shan är det tätbefolkat, med 411 invånare per kvadratkilometer. Närmaste större samhälle är Baocheng, 16,7 km sydväst om Sanjiao Shan. Omgivningarna runt Sanjiao Shan är en mosaik av jordbruksmark och naturlig växtlighet.
Genomsnittlig årsnederbörd är 2 305 millimeter. Den regnigaste månaden är juli, med i genomsnitt 380 mm nederbörd, och den torraste är januari, med 15 mm nederbörd.